# Frances Raymond
Frances Raymond (de son nom complet Mary Frances Raymond) est une actrice américaine, née le 24 mai 1869 à Salem (Massachusetts), et morte le 18 juin 1961 à Los Angeles, en Californie.

## Filmographie

### Cinéma
- 1916 : The Chaperon[1] d'Arthur Berthelet : Mme Hemingway
- 1916 : The Misleading Lady d'Arthur Berthelet : Mme Cannell
- 1917 : Burning the Candle (en)[1] de Harry Beaumont : Mme Carrington
- 1917 : The Saint's Adventure[1] d'Arthur Berthelet : Mme Sewell Wright
- 1917 : Sadie Goes to Heaven[1] de W. S. Van Dyke : Mme Welland Riche
- 1917 : L'habit fait le moine (Skinner's Dress Suit) de Harry Beaumont : Mme Jackson
- 1917 : The Man Who Was Afraid[1] de Fred E. Wright : Mme Clune
- 1917 : Fools for Luck[1] de Lawrence C. Windom : Mama
- 1919 : The Other Half de King Vidor : Mme Boone
- 1919 : The Last of the Duanes[1] de J. Gordon Edwards : Mère de Buck Duane
- 1919 : The Best Man de Thomas N. Heffron : Mme Hathaway
- 1919 : Love Insurance de Donald Crisp : Mary Meyrick
- 1920 : Jusqu'à la mort (Li Ting Lang) de Charles Swickard : Priscilla Mayhew
- 1920 : The Forged Bride de Douglas Gerrard
- 1920 : Seeing It Through[1] de Claude H. Mitchell : Mme Allen
- 1920 : Smoldering Embers de Frank Keenan : Edith Wyatt
- 1920 : A Lady in Love de Walter Edwards : Mme Sedgewick
- 1920 : Miss Hobbs de Donald Crisp : Mme Kingsearl
- 1920 : The Best of Luck de Ray C. Smallwood : La Comtesse de Strathcaird
- 1920 : The City of Masks de Thomas N. Heffron : Madam Deborah
- 1920 : A Light Woman de George L. Cox : La mère
- 1920 : The Midlanders d'Ida May Park : Mme Van Hart
- 1920 : Smiling All the Way de Fred J. Butler : tante Ellen
- 1921 : Garments of Truth de George D. Baker : Mme Ballantine
- 1921 : The March Hare de Maurice Campbell : Mme Rollins
- 1921 : One a Minute de Jack Nelson : grand-mère Knight
- 1921 : One Wild Week de Maurice Campbell : Mme Brewster
- 1921 : Villégiature gratuite (Two weeks with Pay) de Maurice S. Campbell : Mme Wainsworth
- 1922 : Le Repentir (Shadows) de Tom Forman : Emsy Nickerson
- 1922 : La Fin des fantômes (The Ghost Breaker) d'Alfred E. Green : Mary Jarvis
- 1922 : La Fille du pirate (Hurricane's Gal) d'Allen Holubar : Mme Fairfield
- 1922 : Young America  d'Arthur Berthelet : Mme Blount
- 1923 : A Chapter in Her Life de Lois Weber : Madge Everingham
- 1923 : The Grail de Colin Campbell : Mme Bledsoe
- 1923 : The Meanest Man in the World d'Edward F. Cline : Mme Clarke
- 1923 : Money! Money! Money! (en) de Tom Forman : Mme Hobbs
- 1924 : Abraham Lincoln de Phil Rosen : Mère de Scott
- 1924 : Excitement de Robert F. Hill : Mme Lyons
- 1924 : Flirting With Love de John Francis Dillon : Mme Cameron
- 1924 : The Girl on the Stairs de William Worthington : Agatha Sinclair
- 1924 : Girls Men Forget de Maurice Campbell : Mme Baldwin
- 1925 : Satan in Sables de James Flood ; Sophia
- 1925 : Scandal Proof d'Edmund Mortimer : Mme Brandster
- 1925 : Les Fiancées en folie (Seven Chances)[1] de Buster Keaton : mère de la fille
- 1925 : Faut qu'ça gaze (California Straight Ahead) de Harry A. Pollard
- 1926 : Behind the Front d'Edward Sutherland : Mme Bartlett-Cooper
- 1926 : Les Mésaventures de Jones (What Happened to Jones) de William A. Seiter : Mme Bigbee
- 1927 : Caballero (The Gay Defender) de Gregory La Cava : tante Emily
- 1927 : The Cruel Truth de Phil Rosen : Mme Copeley
- 1927 : The Gay Old Bird de Herman C. Raymaker : la tante
- 1927 : Il faut que tu m'épouses (Get Your Man) de Dorothy Arzner : Mme Worthington
- 1927 : Rich Men's Sons de Ralph Graves : Mme Treadway
- 1927 : Stage Kisses d'Albert Kelly : Mme Hampton
- 1927 : Three's a Crowd de Harry Langdon
- 1927 : Wandering Girls de Ralph Ince : Mme Arnold
- 1927 : Web of Fate (en) de Dallas M. Fitzgerald : Mme Townsend
- 1927 : The Wreck (en) de William J. Craft : mère de Robert
- 1929 : Illusion de Lothar Mendes  : Mme Y
- 1933 : Gloire éphémère (Morning Glory)[1] de Lowell Sherman : Douairière
- 1934 : Le Grand Barnum (The Mighty Barnum) de Walter Lang
- 1934 : George White's Scandals de Thornton Freeland, Harry Lachman et George White :
- 1935 : Coronado de Norman Z. McLeod : femme distribuant les cartes
- 1935 : Love in Bloom d'Elliott Nugent : mère dans le magasin de musique
- 1935 : Qui ? (College Scandal) d'Elliott Nugent : mère de famille
- 1937 : Cette sacrée vérité (The Awful Truth) de Leo McCarey
- 1937 : Champagne valse d'A. Edward Sutherland
- 1939 : The Star Maker de Roy Del Ruth
- 1939 : Femme du monde (Cafe Society) d'Edward H. Griffith : femme du juge
- 1941 : Life with Henry de Jay Theodore Reed
- 1941 : West Point Widow de Robert Siodmak : vieille dame à la plage
- 1945 : Le Prix du bonheur  (You Came Along) de John Farrow
- 1946 : Our Hearts Were Growing Up de William D. Russell : femme dans l'ascenseur
- 1947 : Ladies' Man (en) de William D. Russell : femme de chambre